# Schloßstraße 6 (Thundorf in Unterfranken)

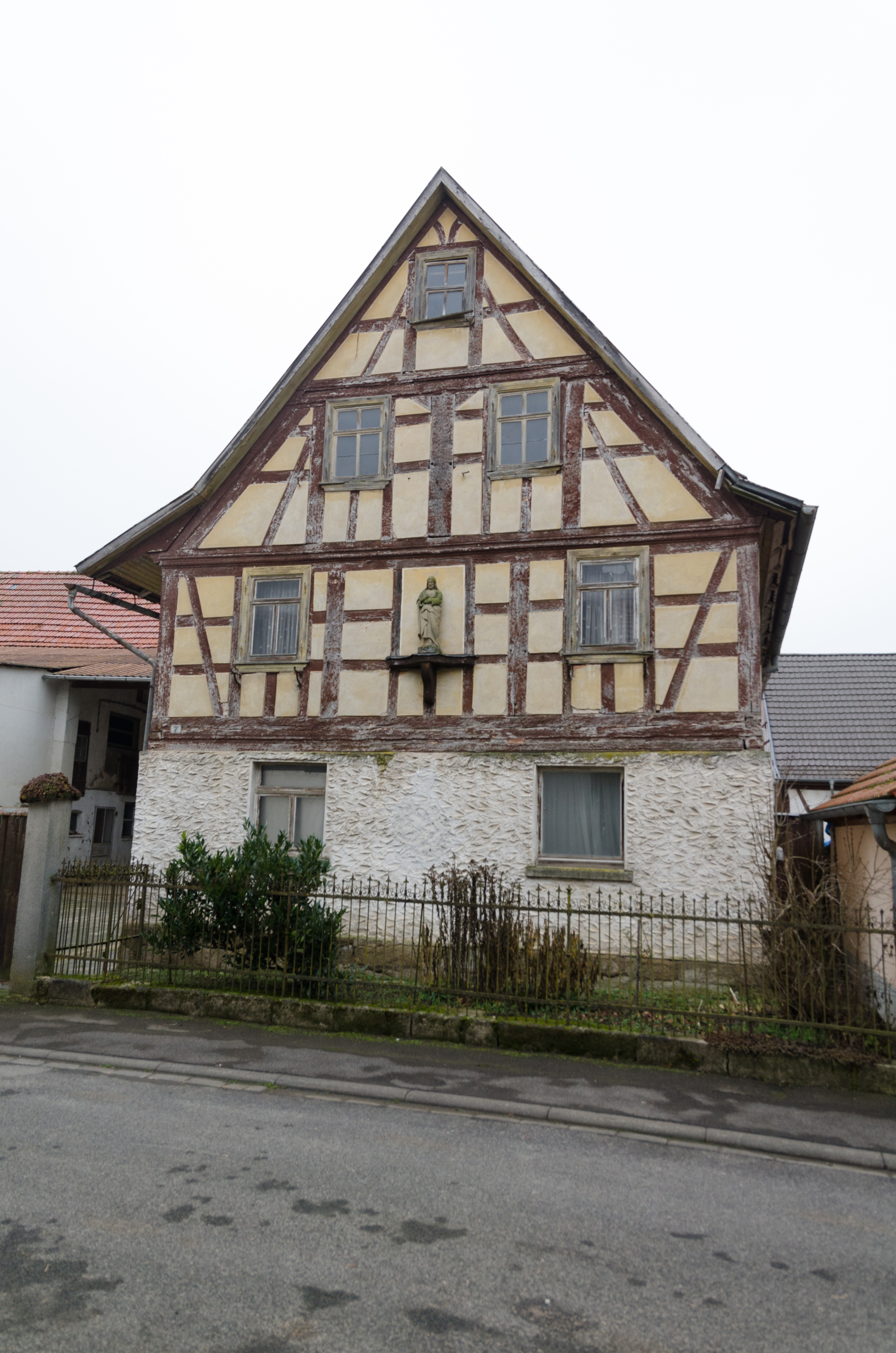
Schloßstraße 6 in Thundorf in Unterfranken

Das Gebäude in der Schloßstraße 6 in der bayerischen Gemeinde Thundorf in Unterfranken im Landkreis Bad Kissingen gehört zu den Thundorfer Baudenkmälern und ist unter der Nummer D-6-72-157-12 in der Bayerischen Denkmalliste registriert.

## Geschichte
Das ehemalige Wohnstallhaus entstand im frühen 19. Jahrhundert und wurde vermutlich im Jahr 1817 von Nikolaus Weisensee errichtet. Die mittlerweile erneuerte Treppe im Hausinneren soll die Jahreszahl „1817“ getragen haben. Bei dem Anwesen handelt es sich um einen zweigeschossigen Fachwerkbau mit massivem Erdgeschoss.
Nach Überlieferung der Familie Weisensee (nach dem Erbauer Nikolaus Weisensee sollten noch weitere Generationen der Familie das Haus bewohnen) ließ Marcellus Weisensee das auf einem ursprünglichen Sumpfgelände befindliche Haus um das Jahr 1850 um etwa einen Meter anheben und auf ein Steinfundament setzen. Im Jahr 1893 ließ Vinzenz Weisensee das Dach neu decken. Im Jahr 1950 wurde das Haus unterfangen; zudem wurde das bis dahin verputzte Fachwerk am Obergeschoss sowie am Giebel freigelegt. Aller Wahrscheinlichkeit nach stammt das Fachwerk des Obergeschosses mit wenigen Schrägstreben und ohne Zierelemente aus der ersten Hälfte des 19. Jahrhunderts.
An der Frontseite des Hauses befindet sich eine Christusskulptur als Hausfigur. Sie besteht aus Sandstein und stammt aus der ersten Hälfte des 19. Jahrhunderts.